# 전성우
전성우(全晟佑, 1987년 12월 30일 ~ )는 대한민국의 배우이다.

## 학력
- 안양예술고등학교 연극영화과
- 성균관대학교 연기예술학과

## 출연작

### 영화
- 2017년 《하늘피리》 - 오름 역
- 2017년 《더 테이블》 - 민호 역
- 2023년 《교섭》- 차서기 역

### 드라마
- 2015년 SBS 월화드라마 《육룡이 나르샤》 - 성균관 유생 역
- 2016년 KBS2 월화드라마 《뷰티풀 마인드》 - 홍경수 역
- 2017년 SBS 월화드라마 《의문의 일승》 - 딱지 / 금별 역 (1회 ~ 14회)
- 2018년 KBS2 단막극 《KBS 드라마 스페셜 - 너무 한낮의 연애》 - 대학생 이필용 역
- 2018년 tvN 단막극 《드라마 스테이지 - 물비늘》 - 진철 역
- 2019년 SBS 금토드라마 《열혈사제》 - 한성규 역
- 2019년 tvN 월화드라마 《60일, 지정생존자》 - 서지원 역
- 2019년 JTBC 월화드라마 《검사내전》 - 김정우 역
- 2020년 KBS2 주말드라마 《오! 삼광빌라!》 - 황나로 역
- 2023년 SBS 금토드라마 《소방서 옆 경찰서 그리고 국과수》 - 한세진 / 덱스 역
- 2024년 Netflix 오리지널 드라마 《종말의 바보》 - 우성재 역
- 2024년 SBS 금토드라마 《열혈사제 2》 - 한성규 역

### 뮤지컬
- 2007년 《화성에서 꿈꾸다》 - 어린 정조
- 2010년 《화랑》 - 무관랑 역
- 2011년 《스프링 어웨이크닝》 재연 - 에른스트
- 2011년 《쓰릴 미》 - 나
- 2012년 《블랙 메리 포핀스》 초연 - 헤르만 역
- 2012년 《삼천-망국의 꽃》 초연 - 진장군
- 2013년 《여신님이 보고 계셔》 초연 - 류순호 역
- 2013년 《인당수 사랑가》 - 몽룡
- 2013년 《쓰릴 미》 - 나
- 2014년 《여신님이 보고 계셔》 삼연 - 류순호
- 2014년 《쓰릴 미》 - 나
- 2015년 《베어 더 뮤지컬》 초연 - 제이슨
- 2016년 《블랙 메리 포핀스》 헤르만 버전 초연 - 헤르만
- 2017년 《혐오스런 마츠코의 일생》 초연 - 류
- 2018년 《어쩌면 해피엔딩》 재연 - 올리버
- 2020년 《어쩌면 해피엔딩》 삼연 - 올리버
- 2024년 《이솝이야기》 초연 - 티모스
- 2024년 《고스트 베이커리》- 유령
- 2025년 《이솝이야기》 재연 - 티모스

### 연극
- 2024년 《빵야》 재연 - 빵야
- 2023년 《네이처 오브 포겟팅》 재연 - 톰
- 2023년 《아마데우스》삼연- 볼프강 아마데우스 모차르트
- 2021년 《엘리펀트 송》 사연 - 마이클 알린
- 2021년 《마우스피스》 재연 - 데클란 스완
- 2017년 《엘리펀트 송》 삼연 - 마이클 알린
- 2016년 《엘리펀트 송》 재연 - 마이클 알린
- 2015년 《한밤중에 개에게 일어난 의문의 사건》 초연 - 크리스토퍼
- 2015년 《M.Butterfly》 삼연 - 송릴링
- 2014년 《데스트랩》 초연 - 클리포드 앤더슨
- 2014년 《M.Butterfly》 재연 - 송릴링
- 2012~2013년 《밀당의 탄생》(음악극) 시즌 2 - 서동

### 방송/콘서트
- 《온스테이지 시즌2》 정원영, 전성우, 윤소호 편 (2014년)
- 《슈퍼주니어의 키스 더 라디오》 (2015년~2016년)

### 예능
- tvN 《토크몬》 (2018년)
- JTBC 《서핑하우스》 (2019년)

### 광고/CF
- 《Cass Fresh 진수씨, 맥주 사주세요 - 공대생편》
- 《행복한 우리 기억, 잊지말~자일리톨!》

## 수상 목록
- 2019년 SBS 연기대상 조연상 팀부문 수상